# جيم بول
جيم بول (بالإنجليزية: Jim Poole)‏ هو لاعب كرة قدم أمريكية أمريكي، ولد في 9 سبتمبر 1915 في غلوستر في الولايات المتحدة، وتوفي في 16 نوفمبر 1994 في أكسفورد في الولايات المتحدة.

## وصلات خارجية
- جيم بول على موقع كلية كرة السلة في سبورتس رفرنس.كوم (الإنجليزية)
- جيم بول على موقع مرجع كرة القدم المحترفة.كوم (الإنجليزية)
- جيم بول على موقع قاعة ميسيسيبي للمشاهير الرياضية (الإنجليزية)